# Snakes on a Plane (Bring It)
"Snakes on a Plane (Bring It)" är den första singeln från Cobra Starship. I låten hörs också William Beckett från The Academy Is..., Travis McCoy från Gym Class Heroes, och Maja Ivarsson från The Sounds. Låten får sin titel från filmen Snakes on a Plane från 2006, och fanns med på filmens soundtrack och musikvideon spelas i slutet av filmen. Musikvideon hade premiär under sommaren 2006, precis i tid till premiären för filmen.